# Discretización

Una solución a una ecuación diferencial parcial discretizada, obtenida con el método de elemento finito.

En matemáticas aplicadas, la discretización es el proceso de transferir funciones, modelos, variables y ecuaciones continuas a contrapartes discretas. Este proceso generalmente se lleva a cabo como un primer paso para hacerlos adecuados para la evaluación numérica y la implementación en computadoras digitales. La dicotomización es el caso especial de discretización en el que el número de clases discretas es 2, que puede aproximar una variable continua como una variable binaria (creando una dicotomía para fines de modelado, como en la clasificación binaria).
La discretización también está relacionada con las matemáticas discretas, y es un componente importante de la computación granular. En este contexto, la discretización también puede referirse a la modificación de la granularidad de la variable o categoría, como cuando se agregan múltiples variables discretas o se fusionan múltiples categorías discretas.
Cuando se discretizan datos continuos, siempre hay una cierta cantidad de error de discretización. El objetivo es reducir la cantidad a un nivel considerado insignificante para los propósitos de modelado disponibles.
Los términos discretización y cuantificación a menudo tienen la misma denotación, pero no siempre son connotaciones idénticas. (Específicamente, los dos términos comparten un campo semántico). Lo mismo ocurre con el error de discretización y el error de cuantificación.
Los métodos matemáticos relacionados con la discretización incluyen el método de Euler-Maruyama y la retención de orden cero.

## Discretización de modelos de espacio de estado lineal.
La discretización también se ocupa de la transformación de ecuaciones diferenciales continuas en ecuaciones de diferencia discreta, adecuadas para la computación numérica.

## Discretización de características continuas
En estadísticas y aprendizaje de máquina, la discretización refiere al proceso de convertir variables o características continuas a discretas o características nominales. Esto puede ser útil cuándo creando funciones de masa de la probabilidad.: p. 215 

## Otras lecturas
- Robert Grover Brown & Patrick Y. C. Hwang. Introduction to random signals and applied Kalman filtering (3rd edición). ISBN 978-0471128397.
- Chi-Tsong Chen (1984). Chi-Tsong Chen (1984). Linear System Theory and Design. Philadelphia, PA, USA: Saunders College Publishing. ISBN 0030716918. Filadelfia, PA, EE.UU.: Saunders Universitario Publicando. Chi-Tsong Chen (1984). Linear System Theory and Design. Philadelphia, PA, USA: Saunders College Publishing. ISBN 0030716918. Chi-Tsong Chen (1984). Linear System Theory and Design. Philadelphia, PA, USA: Saunders College Publishing. ISBN 0030716918..
- C. Van Loan (Jun 1978). "Computando las integrales que implican el matriciales exponenciales". C. Van Loan (Jun 1978). «Computing integrals involving the matrix exponential». IEEE Transactions on Automatic Control 23 (3): 395-404. doi:10.1109/TAC.1978.1101743. C. Van Loan (Jun 1978). «Computing integrals involving the matrix exponential». IEEE Transactions on Automatic Control 23 (3): 395-404. doi:10.1109/TAC.1978.1101743. (3): 395@–404. doi:10.1109/TAC.1978.1101743.
- R.H. Middleton & G.C. Goodwin (1990). Valoración y control digitales: una aproximación unificada. p. 33f. R.H. Middleton & G.C. Goodwin (1990). Digital control and estimation: a unified approach. p. 33f. ISBN 0132116650. R.H. Middleton & G.C. Goodwin (1990). Digital control and estimation: a unified approach. p. 33f. ISBN 0132116650..

- Datos: Q17007827
- Multimedia: Discretizations / Q17007827